# Antoni Lladó i Gomà-Camps
Antoni Lladó i Gomà-Camps (Barcelona, 20 de desembre de 1954) és un advocat i economista català. És llicenciat en Dret i en Ciències Econòmiques (1976), estudis en què va ser reconegut amb el Premi Extraordinari de Llicenciatura. Després d'uns anys dedicats a la docència universitària en el Departament d'Economia d'Empresa de la Universitat Autònoma de Barcelona, es dedica a la consultoria independent per a diverses institucions públiques i privades en temes d'economia general i aplicada.
El nucli fonamental de la seva activitat consultora es produeix dins l'àmbit de l'economia industrial, tant fent estudis de diagnòstic com impulsant plans d'acció sectorials, en diverses àrees d'actuació. És autor de diversos llibres, publicacions i articles en el camp de l'economia industrial, el transport i la mobilitat, la innovació i les indústries culturals. En aquest últim àmbit destaca el Llibre Blanc del finançament de la Cultura a Catalunya, elaborat l'any 1987 per a la Fundació Jaume Bofill. També és coautor de l'informe Catalunya l'any 2000, amb un article sobre l'economia del sector cultural. Entre 2007 i 2011 fou director de l'Institut Català de les Indústries Culturals.